# 389 aC
El 389 aC va ser un any del calendari romà prejulià. Durant la República Romana i l'Imperi, era conegut com a any del tribunat de Publícola, Capitolí, Tricost, Mamercí, Corneli i Regil·lensis (o, més rarament, any 365 ab urbe condita). L'ús del nom «389 aC» per referir-se a aquest any es remunta a l'alta edat mitjana, quan el sistema Anno Domini va ser el mètode de numeració dels anys més comú a Europa.

## Esdeveniments

### Antiga Grècia
- Agirri de Col·litos (Àtica) és nomenat estrateg, perquè s'havia fet molt popular per haver triplicat el pagament als ciutadans que assistien a l'assemblea (Ekklesia), un dret instituït per Cleofó.[2]
- Bizanci torna a caure en mans dels atenencs.[3]
- Trasibul, militar atenenc, que el 390 aC havia estat enviat amb 40 naus en ajut del partit democràtic de Rodes contra Telèuties, aquest any va anar a Lesbos on va reduir Metimna i alguna altra ciutat. Va embarcar al sud i va ancorar al riu Eurimedon, prop d'Aspendos. A la nit els habitants d'aquesta ciutat van atacar el seu campament per sorpresa i el van matar a la seva tenda, segons Diodor de Sicília.[4][5]
- Tènedos, una illa prop de l'entrada a l'estret dels Dardanels, és assolada pels espartans com a represàlia per la seva fidelitat a Atenes durant la Guerra del Peloponnès.[6]

### Sicília
- Dionisi el Vell, tirà de Siracusa, va derrotar una Lliga de ciutats de Sicília que patien les pressions dels pobles de l'interior i les del mateix Dionisi a les ribes del riu Heloros. Va poder sotmetre Caulònia, Hipponium, i finalment, després d'un setge d'onze mesos, Règion (387 aC).[7]
- Leptines, germà de Dionisi el Vell, va anar amb una flota a ajudar els lucans contra els grecs italians. Quan va arribar els lucans havien guanyat una important batalla a Turis però en lloc de forçar la destrucció total dels grecs, va auxiliar als refugiats de Turis i va negociar una pau entre els dos bàndols. Aquesta conducta era contrària als desitjos de Dionisi que el va destituir com a comandant de la flota, i va donar el comandament al seu germà petit Teàrides.[8]

### Antiga Roma
- Aquest any s'elegeixen a Roma sis tribuns amb potestat consular: Luci Valeri Publícola, Aulus Manli Capitolí, Luci Virgini Tricost, Luci Emili Mamercí, Publi Corneli i Luci Postumi Albí Regil·lensis.[9]
- Marc Furi Camil, nomenat dictador per tercera vegada, va derrotar els volscs, que van signar la seva rendició després de 70 anys de combat, i també els eqües i els etruscs, que havien assetjat la ciutat aliada de Sutri.[10]
- Publi Corneli, un dels tribuns, va ser l'encarregat d'organitzar la defensa de la ciutat que s'estava reconstruint després de ser devastada l'any anterior pels gals durant el saqueig de Roma.[11]
- Aius Locutius, una misteriosa divinitat romana, va advertir de l'atac dels gals a la ciutat de Roma, amb una profunda veu que sortia del Palatí. Ningú no n'hi va fer cas, però després de la destrucció de la ciutat pels gals, el dictador Marc Furi Camil li va erigir un temple al lloc d'on havia sortit la veu.[12]